# Jagdgeschwader 107
A Jagdgeschwader 107 foi uma asa de treino de pilotagem de caças da Luftwaffe, durante a Alemanha Nazi. Esta unidade foi formada no dia 26 de janeiro de 1943 em Nancy-Essay a partir do Stab/Jagdfliegerschule 7. No dia 31 de maio de 1944 a unidade foi dissolvida, contudo meses mais tarde, no dia 15 de outubro de 1944, foi novamente formada, desta vez a partir do Stab do I./JG 115. Em abril de 1945, a unidade foi extinta.

## Comandantes
- Major Georg Meyer, 26 de janeiro de 1943 - 31 de maio de 1944[1]
- Major Henning Strümpell, 15 de outubro de 1944 - abril de 1945[1]

## Aeronaves[1]
- Arado Ar 68 e Ar 96
- Avia FL.3
- Messerschmitt Bf 108 , Bf 109 , Bf 110 e Me 410
- Bücker Bü 131 e Bü 133
- Fiat CR.42 e G.50
- Focke-Wulf Fw 44 , Fw 56 e Fw 190
- Gotha Go 145
- Dewoitine D.520
- North American NA-57
- Reggiane Re.2001
- Potez 63